# Paul Nassif Borkhoche
Pour les articles homonymes, voir Nassif.
Paul (Boulos) Nassif Borkhoche, SMSP, né à Joun (en) (Liban) le 7 octobre 1932 et mort le 4 février 2021, est archéparque émérite melkite de Bosra et Hauran de 1983 à 2011.

## Biographie
Paul Nassif Borkhoche est ordonné prêtre le 14 septembre 1960 par la Société missionnaire de Saint Paul - M.S.S.P..
Élu archéparque melkite de Bosra et Hauran par le synode des évêques melkites, il est consacré le 3 juillet 1983 par Maxime V Hakim, patriarche de l'Église grecque-catholique melkite.
Il a participé à l'assemblée spéciale du synode des évêques pour le Moyen-Orient, tenue à Rome en octobre 2010.
Le 15 septembre 2011, le pape Benoît XVI accepte sa démission.